# Bernbeuren
Bernbeuren è un comune tedesco di 2 299 abitanti, situato nel land della Baviera.